# 河合塾
河合塾（かわいじゅく）は、愛知県名古屋市を本拠とする日本の大手予備校、および同予備校（専修学校・各種学校）を運営する学校法人。
代々木ゼミナール、駿台予備学校と並ぶ三大予備校の一つである。また河合塾の模試は全国統一模試（全統模試）などが有名である。「机の河合」と呼ばれることがある。キャッチコピーは、「すべては一人ひとりの生徒のために」。塾訓は、「汝自らを求めよ」。

## 沿革

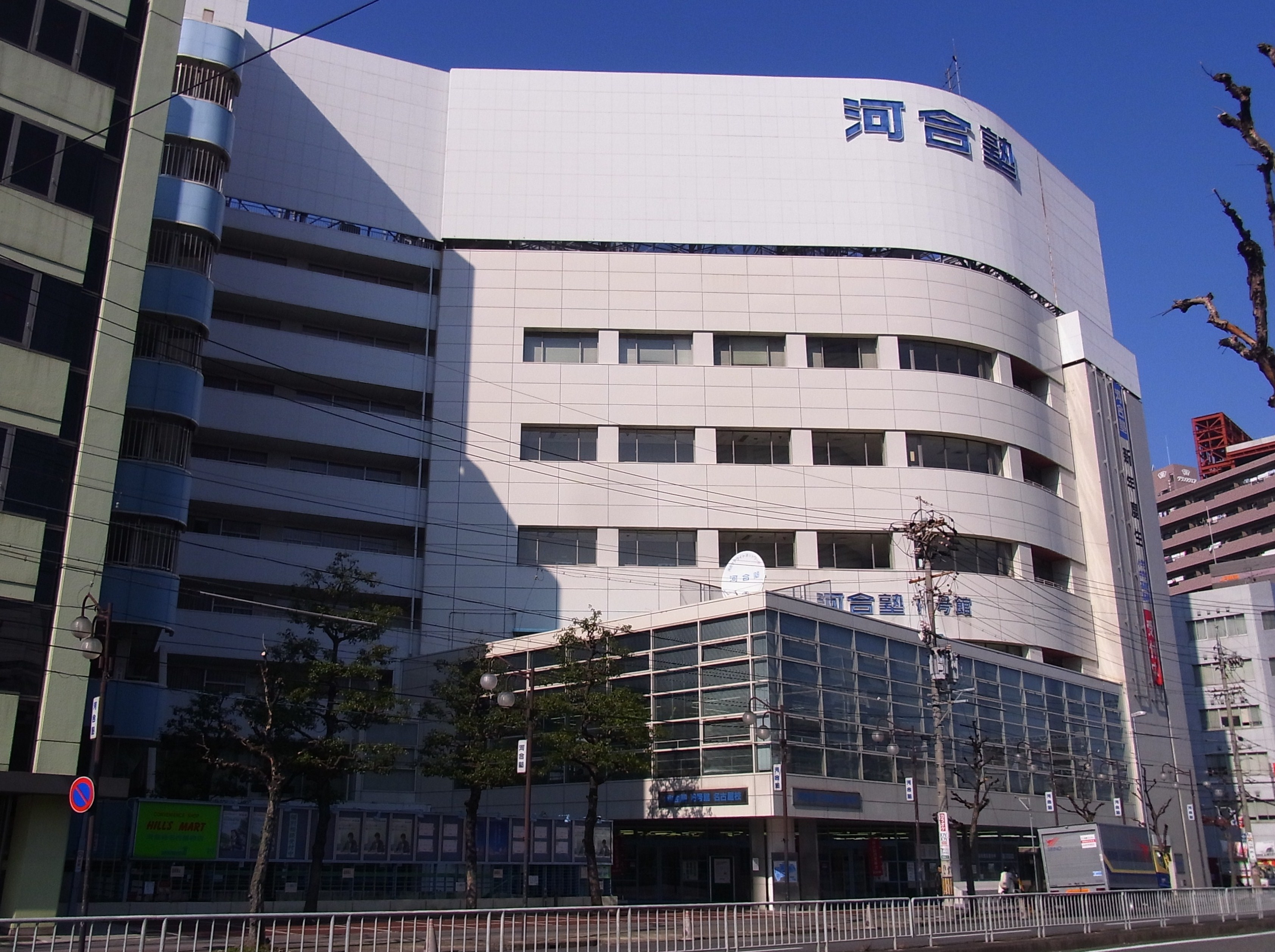
旧16号館名古屋校
名古屋・名駅地区の主力校舎だったが、2012年、リニア中央新幹線の建設に伴い名古屋駅前に新築移転した。

- 1933年 - 教育理念「すべては、一人ひとりの生徒のために」を掲げ、英文学者の河合逸治によって「河合英学塾」として開校。
- 1937年 - 「河合塾」と改称。桜山校（名古屋市）開校。
- 1955年 - 学校法人河合塾として改組。
- 1956年 - 名駅校開校。以後、名古屋市内に校舎を展開。
- 1964年 - 逸治の二男河合邦人が理事長に就任。「株式会社学協」設立。
- 1968年 - チュートリアルシステム誕生。
- 1970年 - 「英才教育研究所河合塾教室」（現「ドルトンスクール」）開校、「名古屋英会話センター」（現「トライデント外国語・ホテル・ブライダル専門学校」）設立。「真貴幼稚園」開園。「美術系大学進学コース」（現「河合塾美術研究所」）新設。
- 1971年 - 夜間部補習科を「グリーンコース」と改称。
- 1972年 - 「全国進学情報センター」設立。全国統一模試（全統模試）開始。
- 1973年 - 英才教育研究所河合塾教室を独立させ「河合塾英才教育研究所」（現「ドルトンスクール名古屋」「ドルトンスクール東京」）設立。
- 1974年 - 出版事業開始。日本初の特定大学模試「東大入試オープン」（「東大即応オープン」）実施。
- 1977年 - 東京進出（駒場校開校）以後全国各地に校舎展開[注釈 1]。
- 1978年 - 学校法人河合塾学園を学校法人河合塾と分離設立し、トライデント外国語専門学校が愛知県下で初めての専門学校となる。
- 1979年 - 大学共通第1次学力試験（現・大学入学共通テスト）がスタートし、自己採点集計（現「共通テストリサーチ」）を開始。
- 1982年 - 「財団法人河合記念奨学財団」（現「公益財団法人河合記念奨学財団」）設立。逸治の長男河合斌人が理事長に就任。
- 1983年 - 地域密着型教室展開を開始。「株式会社河合塾進学研究社」「株式会社河合塾グリーンアカデミー」設立。
- 1984年 - 「河合文化教育研究所」設立。「名古屋情報処理専門学校」（現「トライデントコンピュータ専門学校」）開校。
- 1987年 - 社会人・大学生教育事業に本格参入、帰国生への教育事業・留学生事業（現「海外帰国生コース」）開始。
- 1988年 - 「河合サテライト講座」開講（日本初のサテライト講座）。大検（現高卒認定試験）・通信制高校生支援コース「COSMO」新設。
- 1989年 - 「専門学校トライデントスクールオブデザイン」（現「トライデントデザイン専門学校」）開校。「株式会社河合出版」設立。
- 1991年 - 宮城県仙台市に本部を置く「学校法人文理学院」に吸収合併を提案。しかし反対運動が起こり、断念。代替案として、文理学院を河合塾グループとすることで合意。東北最大と称された文理予備校を河合塾文理と改称。
- 1996年 - 「K会」新設。
- 1997年 - トップレベル中高一貫校生対象「MEPLO」新設。大学入試情報の提供サイト「Kei-Net」開始。「河合塾KALS」新設。
- 1998年 - 「現役生教室」新設。
- 1999年 - 「現役館」新設。
- 2000年 - 「ゴートゥースクール・ドット・コム株式会社」（現「株式会社KEIアドバンス」）、「株式会社テスト研究センター」設立。
- 2001年 - リトルサイエンティスト独占使用権取得。
- 2002年 - 「ドルトンスクール名古屋」が各種学校認可。
- 2003年 - 「株式会社全国試験運営センター」設立。
- 2004年 - 学校法人札幌予備学院への経営参画。
- 2006年 - 「学校法人札幌予備学院」を吸収合併。宮城県仙台市に本部を置く学校法人文理学院との提携強化を実施し、「河合塾文理（旧文理予備校）」を「河合塾仙台校」に改称（ただし、運営権は文理学院）。「株式会社文理ラーニング」、「株式会社河合塾マナビス」設立。「河合塾Wings」新設。
- 2008年 - 「株式会社日能研東海」設立。
- 2009年 - 「株式会社ハピラル・テストソリューションズ」設立。
- 2010年 - 「株式会社KJホールディングス」設立。
- 2011年 - 「ドルトンスクール東京」が各種学校認可。株式会社毎日コムネットと資本業務提携。「UCLAエクステンション東京センター」開設。
- 2012年 - 「学伸館」新設。河合塾浜松が移転、浜松校として専修学校認可。
- 2013年 - 株式会社イー・コミュニケーションズと資本業務提携。河合塾名古屋校が移転。
- 2014年 - 「一般財団法人日本教育研究イノベーションセンター」（JCERI）設立。株式会社リアセックと資本業務提携。株式会社ウィル・シードをグループ化。
- 2015年 - 「K-pro」、「KAWAIJUKU English School」新設。株式会社日米英語学院をグループ化。株式会社イオレと資本業務提携。シンガポールに「WS PARTNERS PTE LTD」設立。
- 2016年 - 新しい学力測定・統合アセスメント「学びみらいPASS」提供開始。
- 2017年 - 「河合塾Wings高等部」新設。IBCパブリッシング株式会社と資本業務提携。株式会社セブンシーズをグループ化。
- 2018年 - 「ドルトン東京学園中等部・高等部」東京都より設置認可。「株式会社レペリオ」設立。
- 2019年 - 「ドルトン東京学園中等部・高等部」開校、「株式会社河合塾One」「株式会社ピックアンドミックス」「株式会社キャンプマナビス」設立。「株式会社E.E.A」をグループ化。
- 2020年 - 6月1日付けで河合英樹が理事長に就任。前理事長であった河合弘登が理事会長に就任[4]。キョーイクホールディングス株式会社と資本業務提携。「キョーイクホールディングス株式会社」「株式会社キョーイク」「株式会社メディカルラボ」、「株式会社アンファン」をグループ化。
- 2022年 - 4月1日、宮城県仙台市に本部を置いていた「学校法人文理学院」を吸収合併。2006年から文理学院が握っていた河合塾仙台校（旧・文理予備校＝1991年に「河合塾文理」、2006年に「河合塾仙台校」に改名）の運営権を取得。河合塾仙台校は完全直営となる。

## 事業

### 大学受験予備校
代々木ゼミナール、駿台予備学校と並ぶ「三大予備校」のひとつに数えられる。学校施設の向上やテキストおよび模試の編集、文系の指導などに力を入れていたこともあり、「机の河合」、「テキストの河合」、「模試の河合」、「文系の河合」という異名を持つ。
河合サテライト講座という名称で、大手予備校の中でいち早く衛星放送事業を開始した。講義はスタジオで収録し、その長所を生かしてCGや実験映像などをふんだんに用いて、視覚的に解説することを可能にした点が特徴。全国の河合塾校舎のみならず提携塾や個人塾、高等学校に配信されている。
大手3予備校の中では他校に先駆けて1980年代から現役生重視路線が見られ、現役小学生・中学生・高校生向けの「グリーンコース」、中高一貫校生向けの「東大現役進学塾-MEPLO-」、トップレベルの高校生向けの「K会」にも力を入れている。
愛知県の私立中学受験に関しては経営分離し、日能研との合弁会社「日能研東海」（2008年1月設立）が担っていくこととなった。

### 全般的な受験事業

#### 模擬試験（全統模試）
全国統一模擬試験（全統模試）の主催をしている。

#### 共通テストリサーチ
共通テストの自己採点結果を収集・分析し、合格可能性を判定するサービス「共通テストリサーチ」を行っている（詳しくは自己採点を参照）。

#### 出版事業
受験関連書籍を出版・販売することを目的とし、河合出版株式会社を設立した。種々の参考書及び問題集、入試過去問題などを扱う。

#### 試験業務の受託
大学入学共通テストや大学入試問題の問題点を経営陣が指摘し、2003年、各種試験問題の作成及び試験業務全般を受託する株式会社「全国試験運営センター」（NEXA）を設立した。当初は河合塾と人材派遣業のパソナの出資で設立し、その後日本電子計算株式会社が出資した。河合塾の全統模試も全国試験運営センターやグループ会社の「ハピラル・テストソリューションズ」が問題作成・試験会場運営・採点業務まで行っている。。

#### 英語検定試験実施運営への参入
ケンブリッジ大学英語検定機構と学校法人河合塾は2018年7月13日、一般財団法人 日本ケンブリッジ英語検定機構（Cambridge Assessment Japan Foundation）を共同で設立した。2021年度入試から始まる大学入学共通テストの大学入試英語成績提供システムで活用される「ケンブリッジ英語検定」の日本国内における主催、ケンブリッジ英語検定を日本国内で普及させるための広報・営業活動を担っている。

### 他予備校との連携・吸収合併
傘下に全国進学情報センターを持ち、模擬試験などで各地の予備校とネットワークを結んでいる。河合塾グループである河合塾文理（旧・文理予備校、準学校法人文理学院が運営）は2006年度から河合塾仙台校と名称を改めたが、法人の独立性は保たれており、基本的にはこれまでの河合塾文理とほとんど変わりない。
2005年度から学校法人札幌予備学院の経営に参画し、同学院は河合塾札幌校と改称された。さらに2006年度には札幌予備学院を吸収合併し、札幌校は完全に河合塾直営の地方校舎となった。
2008年度から、株式会社エスイージーと提携し、本郷校・麹町校にあらたに設置された浪人生用の「東大プレミアムコース」、「医進プレミアムコース」の数学は、SEGの数学講師が、テキスト・授業ともに担当している。

### 受験予備校以外の学校法人事業
河合塾本体を運営する学校法人河合塾以外に、専門学校トライデントなどの専門学校経営を担う学校法人河合塾学園がある。この他にも河合塾現役館を運営する株式会社河合塾進学研究社などの関連会社も多数存在する。専門学校や社会人向けの資格講座（河合塾ライセンススクール）、文化研究など予備校以外の教育・文化事業（河合文化教育研究所）に早くから進出した。
専門学校事業においては、1976年に名古屋外国語専門学校（現・トライデント外国語専門学校）を開設したのを皮切りに、本部のある名古屋地区で積極的な展開を行っている。2003年には主に関西で派手な宣伝を繰り広げ知名度の高かったコンピュータ日本学院専門学校（トライデントコンピュータ専門学校大阪）の経営を学校法人日本情報学園より承継したが、2010年3月に閉校した。

### その他

#### 河合塾ALUMNI
河合塾はOB・OGのために、河合塾ALUMNIといった同窓会組織が設けられている。なお、かつては河合塾OB・OGしか入会できなかったが、近年では非OB・OGでも入会できるようになっている。ALUMNIはSNSサイトとなっており、SNSを通じてOB・OG同士の交流が行われたり、模試監督など河合塾グループのアルバイトや、大学生会員のための就職活動イベントなどが募集されている。また、会員にはアンケートが配信され、アンケートに回答するとポイントが付与され、1ポイント1円単位で換金できる。近年では、ALUMNIの活性化のために、学生会員からアルバイトを募り、学生運営部署Alumni Youth Committee(AYC)が設立され、関東・東海・関西三地区に分かれて、学生目線での就活イベントや製品開発企画、自己啓発イベントなどが行われている。

#### テレビ放送による資料提供

##### 「全国速報!大学入試センター試験ボーダー得点」
1982年頃〜2004年まで大学センター試験（現・大学入学共通テスト）終了直後の木曜日深夜（後に水曜日）深夜に東海テレビを制作局として、河合塾の講師らが各科目の配当採点と各大学の合格点を引き出すボーダーラインを紹介する2時間近くのワイド番組。関東のフジテレビや関西テレビなどでは編成の都合上時差送出で放送されていた。当初数局で始まったが1985年には13局ネットとなり、瞬く間に全国完全ネットになった。フジテレビ系列局のない地域では、系列外の局で時差ネットしていた。2005年以降番組は放送されていない。

##### 愛知県公立高校入試解答速報
愛知県で3月に実施される公立高校一般入試の当日夕方に名古屋テレビ放送で生放送されていた解答速報番組に、2004年度放送分までは解答等の資料提供を行っていた。

##### 岐阜県公立高校入試解答速報
岐阜県でも公立高校一般入試の当日夕方に解答速報番組が岐阜放送で放送されていた時期がある。少なくとも80年代半ばは行っていた。

## 校舎
専修学校および各種学校は「学校法人河合塾」が運営。大学受験科、および高校グリーンコースを設置している。

### 専修学校（一般課程）
専修学校認可を受けている校舎については「専修学校河合塾○○校」が正式名となる。
| 地区 | 校舎       | 所在地           | 開校   |
| ---- | ---------- | ---------------- | ------ |
| 東北 | 仙台校     | 宮城県仙台市     | 2006年 |
| 関東 | 本郷校     | 東京都文京区     | 2008年 |
| 関東 | 麹町校     | 東京都千代田区   | 2005年 |
| 関東 | 新宿校     | 東京都新宿区     | 2005年 |
| 関東 | 池袋校     | 東京都豊島区     | 1986年 |
| 関東 | 自由が丘校 | 東京都目黒区     | 2004年 |
| 関東 | 立川校     | 東京都立川市     | 1988年 |
| 関東 | 町田校     | 東京都町田市     | 1996年 |
| 関東 | 横浜校     | 神奈川県横浜市   | 1985年 |
| 関東 | 大宮校     | 埼玉県さいたま市 | 1993年 |
| 関東 | 柏校       | 千葉県柏市       | 2016年 |
| 関東 | 津田沼校   | 千葉県習志野市   | 2001年 |
| 関東 | 水戸校     | 茨城県水戸市     | 2014年 |
| 中部 | 浜松校     | 静岡県浜松市     | 1992年 |
| 九州 | 福岡校     | 福岡県福岡市     | 1981年 |

### 各種学校
本拠地となる愛知県の校舎などは各種学校となっている。
| 地区   | 校舎       | 所在地         | 開校   |
| ------ | ---------- | -------------- | ------ |
| 北海道 | 札幌校     | 北海道札幌市   | 2006年 |
| 中部   | 千種校     | 愛知県名古屋市 | 1966年 |
| 中部   | 名駅校     | 愛知県名古屋市 | 1956年 |
| 中部   | 豊橋校     | 愛知県豊橋市   | 1977年 |
| 中部   | 岐阜校     | 岐阜県岐阜市   | 1979年 |
| 近畿   | 大阪校     | 大阪府大阪市   | 1984年 |
| 近畿   | 上本町校   | 大阪府大阪市   | 1991年 |
| 近畿   | 天王寺校   | 大阪府大阪市   | 2006年 |
| 近畿   | 京都校     | 京都府京都市   | 1989年 |
| 近畿   | 神戸三宮校 | 兵庫県神戸市   | 2007年 |
| 中国   | 広島校     | 広島県広島市   | 1979年 |

### 河合塾進学研究社運営校
下記の校舎は「株式会社河合塾進学研究社」が運営する。大学受験科を設置する校舎の名称は「○○館」、現役生専門校舎の名称は地域により「○○現役館」「現役生教室 ○○」と異なる。
| 地区 | 校舎              | 所在地           | 開校   |
| ---- | ----------------- | ---------------- | ------ |
| 関東 | 秋葉原館          | 東京都千代田区   | 2011年 |
| 関東 | 藤沢館            | 神奈川県藤沢市   | 1993年 |
| 関東 | 吉祥寺現役館      | 東京都武蔵野市   | 2005年 |
| 関東 | 調布現役館        | 東京都調布市     | 2008年 |
| 関東 | あざみ野現役館    | 神奈川県横浜市   | 2005年 |
| 関東 | 金沢文庫現役館    | 神奈川県横浜市   | 2002年 |
| 関東 | 厚木現役館        | 神奈川県厚木市   | 1999年 |
| 関東 | 南浦和現役館      | 埼玉県さいたま市 | 2003年 |
| 関東 | 川越現役館        | 埼玉県川越市     | 2000年 |
| 関東 | 千葉現役館        | 千葉県千葉市     | 1990年 |
| 中部 | 刈谷現役館        | 愛知県刈谷市     | 1984年 |
| 中部 | 岡崎現役館        | 愛知県岡崎市     | 1985年 |
| 中部 | 豊田現役館        | 愛知県豊田市     | 1986年 |
| 中部 | 津現役館          | 三重県津市       | 1991年 |
| 中部 | 四日市現役館      | 三重県四日市市   | 1998年 |
| 近畿 | 現役生教室 豊中   | 大阪府豊中市     | 2002年 |
| 近畿 | 現役生教室 高槻   | 大阪府高槻市     | 2018年 |
| 近畿 | 現役生教室 堺東   | 大阪府堺市       | 1998年 |
| 近畿 | 現役生教室 岸和田 | 大阪府岸和田市   | 2002年 |
| 近畿 | 現役生教室 西大寺 | 奈良県奈良市     | 1999年 |
| 近畿 | 現役生教室 八木   | 奈良県橿原市     | 2001年 |
| 九州 | 北九州現役館      | 福岡県北九州市   | 1990年 |

### 閉鎖校舎
| 地区 | 校舎                | 所在地         | 開校       | 閉鎖                     |
| ---- | ------------------- | -------------- | ---------- | ------------------------ |
| 関東 | 駒場校              | 東京都目黒区   | 1977年     | 2008年                   |
| 関東 | 千駄ヶ谷校          | 東京都渋谷区   | 1982年     | 2005年                   |
| 関東 | 松戸現役館          | 千葉県松戸市   | 1987年     | 2021年                   |
| 中部 | 桜山校              | 愛知県名古屋市 | 1937年     | -                        |
| 中部 | 納屋橋校            | 愛知県名古屋市 | 1968年     | 1974年                   |
| 中部 | 名古屋校            | 愛知県名古屋市 | 1974年     | 2021年                   |
| 中部 | 則武校              | 愛知県名古屋市 | 不明       | 2000年                   |
| 中部 | 大垣現役館          | 岐阜県大垣市   | 不明       | 2007年                   |
| 近畿 | 現役生教室 寝屋川   | 大阪府寝屋川市 | 2001年     | 2019年                   |
| 近畿 | 現役生教室 茨木     | 大阪府茨木市   | 不明       | 2007年                   |
| 近畿 | 現役生教室 甲子園   | 兵庫県西宮市   | 2003年     | 2023年                   |
| 近畿 | 現役生教室 三田     | 兵庫県三田市   | 2004年     | 2024年                   |
| 近畿 | 現役生教室 川西     | 兵庫県川西市   | 不明       | 不明                     |
| 近畿 | 現役生教室 西宮北口 | 兵庫県西宮市   | 不明       | 2011年                   |
| 近畿 | 現役生教室 草津     | 滋賀県草津市   | 不明       | 2010年                   |
| 中国 | 福山校              | 広島県福山市   | 1992年     | 2022年                   |
| 中国 | 現役生教室 倉敷     | 岡山県倉敷市   | 2001年以前 | 2008年3月末〜2009年3月末 |
| 中国 | 現役生教室 五日市   | 広島県広島市   | 2001年     | 2017年                   |
| 中国 | 現役生教室 呉       | 広島県呉市     | 不明       | 2018年                   |
| 中国 | 現役生教室 下関     | 山口県下関市   | 不明       | 不明                     |
| 九州 | 現役生教室 久留米   | 福岡県久留米市 | 2001年     | 2016年                   |
| 九州 | 現役生教室 折尾     | 福岡県北九州市 | 2003年     | 2016年                   |
| 九州 | 現役生教室 熊本     | 熊本県熊本市   | 2010年     | 2017年                   |

### その他河合塾グループの校舎（一部抜粋）
- 河合塾マナビス - 「株式会社河合塾マナビス」が運営する、映像視聴方式の学習塾。フランチャイズ制を敷いており、全国に校舎展開を行っている。
- 「株式会社河合塾進学研究社」が運営
  - MEPLO - 最難関大を目指す中高一貫生向けの学習塾。
  - 河合塾Wings - 学習塾。
  - 河合塾GRIT - 個別指導塾。
- 河合塾NEXT - 文理ラーニング（文理学院の子会社）が運営する、東北地方に展開する小中学生向けの学習塾。

## 河合塾グループ
- 学校法人 河合塾
- 学校法人 河合塾学園
- 学校法人 ドルトン東京学園中等部・高等部（旧・東京学園高等学校）
- 株式会社 河合塾進学研究社
- 株式会社 文理ラーニング
- 株式会社 河合塾マナビス
- 株式会社 河合塾One
- 株式会社 日能研東海（日能研との合弁会社）
- 株式会社 レペリオ
- 株式会社 アンファン
- キョーイクホールディングス 株式会社
- 株式会社 キョーイク
- 株式会社 メディカルラボ
- 株式会社 日米英語学院
- 株式会社 E.E.A
- 株式会社 KEIアドバンス（伊藤忠商事との共同出資）
- 株式会社 河合出版
- IBCパブリッシング株式会社
- 株式会社キャンプマナビス
- 株式会社 全国試験運営センター (NEXA)
- 株式会社 ハピラル・テストソリューションズ （大日本印刷グループ教育出版と株式会社Z会との共同出資）
- 株式会社 ピックアンドミックス
- 株式会社 ウィル・シード
- WS PARTNERS PTE LTD
- 株式会社 セブンシーズ
- 一般財団法人 日本教育研究イノベーションセンター
- 公益財団法人 河合記念奨学財団
- 株式会社 河合塾グリーンアカデミー
- 株式会社 学協
- 株式会社 KJホールディングス

## その他

### お笑いコンビ・チュートリアルの芸名の由来
お笑いコンビチュートリアルの2人は高校・浪人時代に河合塾に通っており、コンビ名も河合塾のチュートリアルシステムから命名している。

### ネーミングライツ

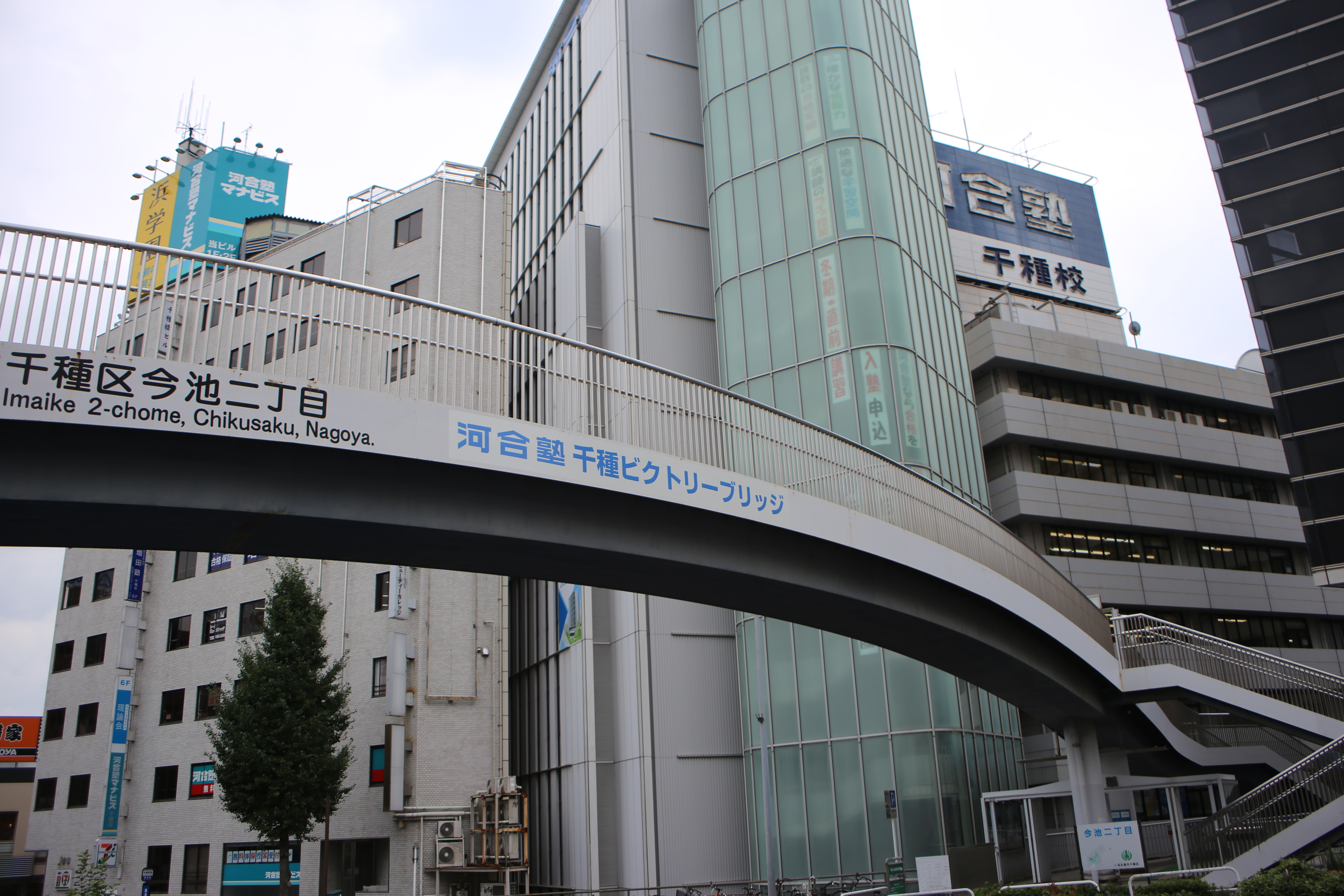
河合塾ビクトリーブリッジ（2021年9月）

名古屋市が2011年に募集した歩道橋のネーミングライツに応募。広小路通（愛知県道60号名古屋長久手線）にかかる本部につながる歩道橋の名前を「河合塾 千種ビクトリーブリッジ」とした。歩道橋自体はネーミングライツ設定以前の1987年に竣工し、当時から河合塾ビクトリーブリッジと呼ばれ、建築費用も河合塾が負担し市に寄付した形になっている。

### マスコット
傘下の組織である『河合塾マナビス』には『マナベアー』という公式キャラクターが存在する。このキャラクターは男子高校生で水泳部に所属し、下校後は河合塾マナビスで勉強している設定になっている。
『あいにゃん』というキャラクターも存在し、LINEスタンプをリリースするなどの展開も行っている。

## 不祥事

### 職員による個人情報の不正流出
2003年2月12日、河合塾は同塾元部長が同塾主催の模擬試験を受けた受験生の個人データを、群馬県内の他の予備校2校に不正に提供していたことを発表した。元部長は2001年及び2002年に実施された「全統センター試験プレテスト」の受験生の個人データ（氏名、成績、高校名）を不正に提供していた。2001年には3002名分を県内の他予備校へ、2002年には4379名分を別の予備校へそれぞれ提供していたとされる。

### 河合塾福岡校における大麻売買事件
2007年12月7日、河合塾福岡校校内で大麻を売買していたとして福岡県警西警察署は同塾に通っていた当時18歳の塾生や他の専門学校生ら計5人を逮捕、同塾に通っていた当時18歳の塾生と九州大学1年生の計2人を書類送検した。
この事件に関し、河合塾福岡校は「まったくの初耳で驚いている。校舎内で大麻が売買されていたとすれば、あってはならないことで、事実確認を急ぎたい。」とコメントした。その後、河合塾は「報道内容が事実であれば、教育機関としてはあってはならないことと認識し、改めて塾生の『安全と安心』について最優先課題ととらえ、校舎の巡回、受験生のストレスに対するカウンセリングの導入、薬物使用がれっきとした犯罪であることの啓蒙活動など、対策を講ずる」とのコメントを発表した。

### 不当な「雇い止め」を理由とした労働争議
2013年8月、東京・町田校と神奈川・横浜校で勤務していた講師が、「労働契約法改正のポイント」というリーフレットを職員に配布したことにより、不当に「雇い止め」されたとして、愛知県労働委員会に労働争議を申し立てている。この講師は、配布行為の2週間後に「無許可で不特定多数にビラを配布した」として書面で厳重注意を受けた。さらに、同年11月22日付で、翌年度の業務委託契約を締結しない旨が、書面通知された。